# デヒドログルコン酸デヒドロゲナーゼ
デヒドログルコン酸デヒドロゲナーゼ（dehydrogluconate dehydrogenase）は、次の化学反応を触媒する酸化還元酵素である。
2-デヒドロ-D-グルコン酸 + 受容体 {\displaystyle \rightleftharpoons } 2,5-ジデヒドロ-D-グルコン酸 + 還元型受容体
反応式の通り、この酵素の基質は2-デヒドロ-D-グルコン酸と受容体、生成物は2,5-ジデヒドロ-D-グルコン酸と還元受容体である。補因子としてFADとフラビンタンパク質を用いる。
組織名は2-dehydro-D-gluconate:acceptor 2-oxidoreductaseで、別名にketogluconate dehydrogenase, α-ketogluconate dehydrogenase, 2-keto-D-gluconate dehydrogenase, 2-oxogluconate dehydrogenaseがある。